# I Can't Lose
I Can't Lose è un brano musicale di Mark Ronson, realizzato in collaborazione con la cantante debuttante Keyone Starr, pubblicato il 7 giugno 2015 come singolo promozionale del quarto album Ronson, Uptown Special.
Il brano usa un campionamento del brano Ain't No Fun (If the Homies Can't Have None) del 1993 di Snoop Dogg, contenuto nell'album Doggystyle.

## Composizione
Il brano è stato scritto da Jeff Bhasker e prodotto da quest'ultimo insieme a Ronson, ed utilizza un campionamento di Ain't No Fun (If the Homies Can't Have None), brano di Snoop Dogg del 1993. Ronson ha rivelato di non avere in mente chi potesse cantare il brano, così lui e Jeff Bhasker girarono in chiese, night club e bar cercando di trovare la persona giusta, ed incontrarono Keyone Starr nella Mississippi State University.

## Classifiche
| Classifica (2015) | Posizione massima |
| ----------------- | ----------------- |
| Regno Unito       | 103               |